# 劉休
劉休（りゅう きゅう、429年 - 482年）は、南朝宋から斉にかけての官僚。字は弘明。本貫は沛国相県。

## 経歴
九真郡太守の劉超の子として生まれた。はじめ宋の駙馬都尉・奉朝請となり、湘東王劉彧に仕えて湘東国常侍となった。劉休は学問を好んで記憶力も良かったが、その才能が劉彧に知られることはなかった。祖父の劉徽の南郷侯の爵位を嗣いだ。孝建元年（454年）、友人の謝儼が劉義宣の乱に参加して敗れると、劉休は謝儼を匿ったため、7年のあいだ獄に繋がれた。大明8年（464年）、孝武帝が崩御すると、ようやく出獄した。弟の劉欽に従って羅県県令となった。泰始2年（466年）、晋安王劉子勛が皇帝を称して諸州が呼応すると、劉休は明帝（劉彧）の勝利を予想して、反乱の誘いには加担しなかった。
数年後、呉喜が輔師府録事参軍となると、劉休は推薦を受けて明帝の側近に仕えた。劉休の妻の王氏は嫉妬深いことで知られたが、明帝がその噂を聞くと、劉休の妾を王氏に与え、20回杖で打たせた。また明帝は劉休の自宅の後ろに小店を開かせ、王氏に箒やサイカチを売らせて辱めた。まもなく劉休は員外郎に任じられ、輔国司馬・中書通事舎人・南城県令を兼ねた。舎人・県令のまま、尚書中兵郎・給事中に任じられた。安成王撫軍参軍となり、都水使者・南康国相をつとめた。建康に召還されて正員郎となり、邵陵王南中郎録事・建威将軍・新蔡郡太守をつとめた。左軍府に転じ、鎮蛮護軍の位を加えられた。諮議・司馬に転じ、寧朔将軍に進んだ。尋陽郡太守に転じた。後に長史となった。昇明元年（477年）、沈攸之の乱が起こると、蕭賾が晋熙王と邵陵王の軍府を統轄して湓城に駐屯したため、劉休は軍費を献上した。昇明2年（478年）、沈攸之の乱が鎮圧されると、劉休は邵陵王安南長史に任じられ、黄門郎・寧朔将軍・前軍長史となった。昇明3年（479年）、斉国が建てられると、劉休は散騎常侍の位を受けた。
同年（建元元年）、蕭道成が皇帝に即位すると、劉休は御史中丞となった。ほどなく引退を願い出たが、許されなかった。
建元4年（482年）、豫章郡内史として出向し、冠軍将軍の号を受けた。まもなく死去した。享年は54。

## 伝記資料
- 『南斉書』巻34 列伝第15
- 『南史』巻47 列伝第37